# Ингозеро
Инго́зеро — пресное озеро в Мурманской области в юго-западной части Кольского полуострова.

## География
Озеро расположено в южной части Кольского полуострова в центральной части городского округа Кировска в 40 километрах к юго-востоку от Кировска между озёрами Умбозеро (в 24 километрах к северу) и Канозеро (в 15 километрах к юго-западу). Находится на высоте 111,7 метров над уровнем моря.
Относится к бассейну Белого моря, связывается с ним через реку Инга. Входит в озёрно-речную систему реки Умба. Лежит в холмистой, лесистой, сильно заболоченной местности. Высота окрестных возвышенностей достигает 180—185 метров, самые крупные из них: Кохтавуара (186,4 м), Вирма (161,9 м), Аркашкина (183,6 м), Каланча (187,4 м).
Со всех сторон окружено болотами глубиной до 2 метров и небольшими урочищами соснового, сосново-елового и сосново-берёзового лесов с высотой деревьев до 14-16 метров. Восточный берег — равнинный, с юга, севера и запада вплотную прилегают склоны окрестных сопок.

## Описание
Площадь Ингозера составляет 21 км², это 33-й показатель среди озёр и водохранилищ области. Длина береговой линии — около 55 километров.
Озеро состоит из двух частей — собственно Ингозеро и крупный залив — губа Западная. Само озеро имеет вытянутую с северо-запада на юго-восток неровную, с множеством заливов и мысов форму длиной около 10 километров и шириной до 3 километров. Губа Западная выходит из юго-западной части озера, имеет также вытянутую с северо-запада на юго-восток сужающуюся к юго-востоку форму длиной 3,2 километра и шириной — до 1.7 километра. Озеро и губа соединены узкой, 150—450 метров, горловиной, длиной немногим более километра.
Кроме губы Западной, в северо-восточной части Ингозера находится губа Вирмагуба, в восточной — Мяндогуба, в юго-восточной — губа Восточная, в западной — губа Матрёнина. В восточной части губы Западной находится небольшой залив — губа Эпеш.
В центральной и северной части озера, а также в центральной части губы Западной лежат несколько небольших пологих островов, высотой не более 5,5 метров над уровнем озера. Самый большой из них — северный остров Медвежий имеет размеры 550×250 метров.
Из западной части губы Западной вытекает река Инга, связывающая Ингозеро с озером Канозеро и Белым морем, а в северо-западную часть Ингозера впадает река Вирма. Кроме того, несколько небольших порожистых ручьёв стекает в озеро с окрестных сопок, а в Мяндагубу впадает небольшая протока, соединяющая Ингозеро с лежащим в 800 метрах к востоку озером Мяндозеро.
Вокруг Ингозера лежит множество других озёр несколько меньших размеров. Самые крупные из них: Капустное (3,4 км к северо-западу), Барак (1,8 км к северо-западу), Верхнее (4 км к востоку) и Среднее Мяндозеро (3.3 км к востоку), Кривое (3 км к юго-востоку), Покровское (3 км к юго-востоку), Глубокое (0,5 км к югу), Мелкое (0,7 км к югу), Светлое (2,7 км к югу), Большой Эпеш (3 км к югу), Аркашкино (1,3 км к югу), Карельское (4,3 км к югу), Пучково (2,3 км к юго-западу), Пучковое (2,3 км к западу) и Глубокое (1,8 км к западу).

## Инфраструктура
Вдоль западного берега Ингозера проходит автомобильная дорога Октябрьский-Инга. В 1930-е — 1970-е годы по этой дороге и в её окрестностях находилось несколько посёлков и деревень — Капустное, Ингозеро, Инга, Дедкова Ламбина, Берёзовка, Муна и Мунозеро, в наши годы почти все они заброшены, ближайший населённый пункт к Ингозеру — посёлок Октябрьский — в 20 километрах к северу.
Чуть восточнее озера начинается зимник, ведущий на северо-восток к лежащей в 23 километрах от него нежилой ныне деревне Умбозеро.

## Этимология
Название озера происходит от саамского слова йинг — лёд, и обозначает в дословном переводе — «ледовое озеро».